# Monika Treut
Monika Treut (nacida en 1954 en Mönchengladbach, Renania del Norte-Westfalia) es una directora de cine, productora y escritora de largometrajes y documentales alemana.
Durante su carrera ha obtenido 5 premios en los Festivales de cine LGTB de Turín (1991 y 1999), internacional de Sao Paulo (1999), de cine documental de Tesalónica (2002) y de cine de mujeres de San Diego (2007). En 2017 obtuvo un Premio Especial Teddy (orientado a películas de temática LGBTIQ) en la Berlinale por su trayectoria.

## Biografía
Durante sus estudios de filología alemana y ciencias políticas en Marburgo Treut comenzó a trabajar en el campo del video a mediados de los años 70. Junto a Elfi Mikesch fundó Hyena Filmproduktion y comenzó a producir, escribir y dirigir películas independientes. En 1992, tras la salida de Mikesch de la productora, continuó Hyena Filmproduktion a solas en Hamburgo.
Treut es principalmente conocida por codirigir junto a Elfi Mikesch Seduction: The Cruel Woman (Seducción: La mujer cruel) una película alemana de 1985 basada en la novela La venus de las pieles y en la que explora las prácticas sexuales sadomasoquistas.  
En la siguiente década alcanzó relevancia internacional el documental Didn't Do It For Love (No lo hice por amor) de 1997 que trata sobre la actriz y también directora Eva Norvind. 
Desde 2001 Treut se consagró más al sector político y social. Las películas Warrior of Light (Guerrera del Luz) y Ghosted (2009) provienen de sus experiencias con viajes a Río de Janeiro, Brasil y a Taiwán.
Sus películas se muestran en muchos festivals de cine en todo el mundo y se han dedicado más de veinte retrospectivas a su trabajo. Al mismo tiempo Treut participa en varios jurados de festivales de cine y es profesora en colegios americanos.

## Filmografía
- 1983 - Bondage
- 1985 - Seduction: The Cruel Woman
- 1988 - Virgin Machine
- 1989 - Annie
- 1991 - My Father Is Coming
- 1992 - Max
- 1992 - Female Misbehavior
- 1992 - Dr. Paglia
- 1994 - Let's Talk About Sex / Erotique
- 1994 - Taboo Parlour
- 1998 - Didn't Do It For Love
- 1999 - Gendernauts
- 2001 - Warrior of Light
- 2003 - Encounter With Werner Schroeter
- 2004 - Jumpcut: A Travel Diary
- 2005 - Tigerwomen Grow Wings
- 2005 - Made In Taiwan
- 2009 - Ghosted
- 2012 - The Raw and the Cooked

- 2014  Von Mädchen und Pferden
- 2016  Zona Norte

## Participación en jurados internacionales
- 1990 - Canadian Film Award, International Film Festival Toronto
- 1996 - International Filmfestival „Feminale“ Colonia, Alemania
- 2001 - Manfred-Salzgeber-Award: International Film Festival Berlin
- 2001 - NDR-Jury, Nordisk Filmfestival, Luebeck, Alemania
- 2002 - Feature Film Jury, Festival Internationale Cinema, Turín, Italia
- 2003 - Joris –Ivens-Award, International Documentary Film Festival Amsterdam (IDFA)
- 2003 - Golden Horse Film Festival, Taipéi, Taiwán
- 2007 - Festival Internacional de Cine de Berlín